# Nocticola simoni
Nocticola simoni är en kackerlacksart som beskrevs av Bolívar 1892. Nocticola simoni ingår i släktet Nocticola och familjen Nocticolidae.
Artens utbredningsområde är Filippinerna. Inga underarter finns listade i Catalogue of Life.